# 17e cérémonie des Screen Actors Guild Awards
La 17e cérémonie des Screen Actors Guild Awards, décernés par la Screen Actors Guild, a eu lieu le 30 janvier 2011, et a récompensé les acteurs et actrices du cinéma et de la télévision ayant tourné en 2010.
Les nominations ont été annoncées le 16 décembre 2010 sur TNT.

## Palmarès

### Cinéma
Note : le symbole « ♕ » rappelle le gagnant de l'Oscar de la même catégorie.

#### Meilleur acteur dans un premier rôle
- Colin Firth pour le rôle du roi George VI dans Le Discours d'un roi (The King's Speech) ♕
  - Jeff Bridges pour le rôle de Rooster Cogburn dans True Grit
  - Robert Duvall pour le rôle de Felix Bush dans Get Low
  - Jesse Eisenberg pour le rôle de Mark Zuckerberg dans The Social Network
  - James Franco pour le rôle d'Aron Ralston dans 127 heures (127 Hours)

#### Meilleure actrice dans un premier rôle
- Natalie Portman pour le rôle de Nina dans Black Swan ♕
  - Annette Bening pour le rôle de Nic dans Tout va bien, The Kids Are All Right (The Kids Are All Right)
  - Nicole Kidman pour le rôle de Becca Corbett dans Rabbit Hole
  - Jennifer Lawrence pour le rôle de Ree Dolly dans Winter's Bone
  - Hilary Swank pour le rôle de Betty Anne Waters dans Conviction

#### Meilleur acteur dans un second rôle
- Christian Bale pour le rôle de Dickie Eklund dans The Fighter ♕
  - John Hawkes pour le rôle de Teardrop dans Winter's Bone
  - Jeremy Renner pour le rôle de James Coughlin dans The Town
  - Mark Ruffalo pour le rôle de Paul dans Tout va bien, The Kids Are All Right (The Kids Are All Right)
  - Geoffrey Rush pour le rôle de Lionel Logue dans Le Discours d'un roi (The King's Speech)

#### Meilleure actrice dans un second rôle
- Melissa Leo pour le rôle d'Alice dans The Fighter ♕
  - Amy Adams pour le rôle de Charlene Fleming dans The Fighter
  - Helena Bonham Carter pour le rôle de Elizabeth Bowes-Lyon dans Le Discours d'un roi (The King's Speech)
  - Mila Kunis pour le rôle de Lilly dans Black Swan
  - Hailee Steinfeld pour le rôle de Mattie Ross dans True Grit

#### Meilleure distribution
- Le Discours d'un roi (The King's Speech)
  - Black Swan
  - The Fighter
  - Tout va bien, The Kids Are All Right (The Kids Are All Right)
  - The Social Network

#### Meilleure équipe de cascadeurs
- Inception
  - Green Zone
  - Robin des Bois (Robin Hood)

### Télévision
Note : le symbole « ♕ » rappelle le gagnant de l'année précédente (si nomination).

#### Meilleur acteur dans une série dramatique
- Steve Buscemi pour le rôle d'Enoch « Nucky » Thompson  dans Boardwalk Empire
  - Bryan Cranston pour le rôle de Walter White dans Breaking Bad
  - Michael C. Hall pour le rôle de Dexter Morgan dans Dexter ♕
  - Jon Hamm pour le rôle de Don Draper dans Mad Men
  - Hugh Laurie pour le rôle du Dr Gregory House dans Dr House (House)

#### Meilleure actrice dans une série dramatique
- Julianna Margulies pour le rôle d'Alicia Florrick dans The Good Wife ♕
  - Glenn Close pour le rôle de Patty Hewe dans Damages
  - Mariska Hargitay pour le rôle d'Olivia Benson dans New York, unité spéciale (Law and Order: Special Victims Unit)
  - Elisabeth Moss pour le rôle de Peggy Olson dans Mad Men
  - Kyra Sedgwick pour le rôle de Brenda Leigh Johnson dans The Closer : L.A. enquêtes prioritaires (The Closer)

#### Meilleur acteur dans une série comique
- Alec Baldwin pour le rôle de Jack Donaghy dans 30 Rock ♕
  - Ty Burrell pour le rôle de Phil Dunphy dans Modern Family
  - Steve Carell pour le rôle de Michael Scott dans The Office
  - Chris Colfer pour le rôle de Kurt Hummel dans Glee
  - Ed O'Neill pour le rôle de Jay Pritchett dans Modern Family

#### Meilleure actrice dans une série comique
- Betty White pour le rôle d'Elka Ostrovsky dans Hot in Cleveland
  - Edie Falco pour le rôle de Jackie Peyton dans Nurse Jackie
  - Tina Fey pour le rôle de Liz Lemon dans 30 Rock ♕
  - Jane Lynch pour le rôle de Sue Sylvester dans Glee
  - Sofia Vergara pour le rôle de Gloria Delgado-Pritchett dans Modern Family

#### Meilleure distribution pour une série dramatique
- Boardwalk Empire
  - The Closer : L.A. enquêtes prioritaires (The Closer)
  - Dexter
  - The Good Wife
  - Mad Men ♕

#### Meilleure distribution pour une série comique
- Modern Family
  - 30 Rock
  - Glee ♕
  - Hot in Cleveland
  - The Office

#### Meilleur acteur dans un téléfilm ou dans une minisérie
- Al Pacino pour le rôle de Jack Kevorkian dans La Vérité sur Jack (You Don't Know Jack)
  - John Goodman pour le rôle de Neal Nicol dans La Vérité sur Jack (You Don't Know Jack)
  - Dennis Quaid pour le rôle de Bill Clinton dans The Special Relationship
  - Edgar Ramirez pour le rôle d'Ilich Ramírez Sánchez dans Carlos
  - Patrick Stewart pour le rôle de Macbeth dans Macbeth (Great Performances)

#### Meilleure actrice dans un téléfilm ou dans une minisérie
- Claire Danes pour le rôle de Temple Grandin dans Temple Grandin
  - Catherine O'Hara pour le rôle de la Tante Anne dans Temple Grandin
  - Julia Ormond pour le rôle de Eustacia Grandin dans Temple Grandin
  - Winona Ryder pour le rôle de Lois Wilson dans Quand l'amour ne suffit plus : L'Histoire de Lois Wilson (When Love Is Not Enough: The Lois Wilson Story)
  - Susan Sarandon pour le rôle de Janet Good dans La Vérité sur Jack (You Don't Know Jack)

#### Meilleure équipe de cascadeurs dans une série télévisée
- True Blood
  - Burn Notice
  - Les Experts : Manhattan (CSI: NY)
  - Dexter
  - Southland

### Screen Actors Guild Life Achievement Award
- Ernest Borgnine

## Récompenses et nominations multiples

### Nominations multiples

#### Cinéma
4 : The Fighter, Le Discours d'un roi
3 : Black Swan, Tout va bien, The Kids Are All Right
2 : The Social Network, True Grit, Winter's Bone

#### Télévision
4 : Modern Family
3 : 30 Rock, Dexter, Glee, Mad Men, Temple Grandin, La Vérité sur Jack (You Don't Know Jack)
2 : Boardwalk Empire, The Closer : L.A. enquêtes prioritaires, The Good Wife, Hot in Cleveland, The Office

#### Personnalités
2 : Winona Ryder

### Récompenses  multiples

#### Cinéma
2 / 4 : The Fighter, Le Discours d'un roi

#### Télévision
2 / 2 : Boardwalk Empire